# Longchamps (ort i Argentina)
Longchamps är en ort i Argentina.   Den ligger i provinsen Buenos Aires, i den centrala delen av landet, 27 km söder om huvudstaden Buenos Aires. Longchamps ligger 31 meter över havet och antalet invånare är 47 557.
Terrängen runt Longchamps är mycket platt. Runt Longchamps är det ganska tätbefolkat, med 166 invånare per kvadratkilometer.. Närmaste större samhälle är Banfield, 12,6 km norr om Longchamps.
Runt Longchamps är det i huvudsak tätbebyggt.